# Andrej Ješčenko
Andrej Olegovič Ješčenko (rusky: Андрей Олегович Ещенко; * 9. února 1984) je ruský profesionální fotbalový funkcionář a bývalý hráč hrající na pozici pravého obránce.

## Klubová kariéra
Ješčenko se proslavil krátkým působením v klubu FK Dynamo Kyjev v roce 2006. Přestože po celou dobu svého pobytu v Kyjevě součástí prvního týmu, stěžoval si na potíže s dodržováním přísného fyzického režimu v Dynamu. Vedení Dynama naopak hráče poslalo na hostování zpět svému moskevskému klubu. V ruské Premier Lize debutoval 4. srpna 2006 v zápase proti FK Torpedo Moskva.
V říjnu 2012 byl zvolen hráčem měsíce FK Lokomotiv Moskva.
Dne 1. července 2014 podepsal Ješčenko smlouvu s FK Kubáň Krasnodar na sezónní hostování s opcí na odkup.
Dne 16. června 2016 podepsal smlouvu s FK Spartak Moskva.

## Reprezentační kariéra
V národním týmu debutoval 11. září 2012 v kvalifikaci na Mistrovství světa ve fotbale 2014 proti Izraeli.
Dne 2. června 2014 byl zařazen do ruského týmu pro Mistrovství světa ve fotbale 2014.

## Statistiky
Platí k zápasu hranému 13. prosince 2021.
| Klub                        | Sezóna            | Liga              | Liga   | Liga | Národní pohár | Národní pohár | Kontinentální | Kontinentální | Ostatní | Ostatní | Celkově | Celkově |
| Klub                        | Sezóna            | Divize            | Zápasy | Góly | Zápasy        | Góly          | Zápasy        | Góly          | Zápasy  | Góly    | Zápasy  | Góly    |
| --------------------------- | ----------------- | ----------------- | ------ | ---- | ------------- | ------------- | ------------- | ------------- | ------- | ------- | ------- | ------- |
| Zvezda Irkutsk              | 2003              | PFL               | 15     | 1    | 3             | 0             | –             | –             | –       | –       | 18      | 1       |
| Zvezda Irkutsk              | 2004              | PFL               | 27     | 2    | 2             | 0             | –             | –             | –       | –       | 29      | 2       |
| Zvezda Irkutsk              | Celkově           | Celkově           | 42     | 3    | 5             | 0             | 0             | 0             | 0       | 0       | 47      | 3       |
| Chimki                      | 2005              | FNL               | 34     | 2    | 7             | 0             | –             | –             | –       | –       | 41      | 2       |
| Dynamo Kyjev                | 2005/06           | UPL               | 10     | 1    | 2             | 0             | –             | –             | –       | –       | 12      | 1       |
| Dynamo Kyjev                | 2006/07           | UPL               | 1      | 0    | 0             | 0             | 0             | 0             | 1       | 0       | 2       | 0       |
| Dynamo Kyjev                | Celkově           | Celkově           | 11     | 1    | 2             | 0             | 0             | 0             | 1       | 0       | 14      | 1       |
| Dynamo Moskva (hostování)   | 2006              | RPL               | 9      | 0    | 1             | 0             | –             | –             | –       | –       | 10      | 0       |
| Dynamo-2 Kyjev              | 2006/07           | UFL               | 9      | 0    | –             | –             | –             | –             | –       | –       | 9       | 0       |
| Dnipro (hostování)          | 2007/08           | UPL               | 14     | 0    | 0             | 0             | 0             | 0             | –       | –       | 14      | 0       |
| Dnipro (hostování)          | 2008/09           | UPL               | 6      | 0    | 0             | 0             | 2             | 0             | –       | –       | 8       | 0       |
| Dnipro (hostování)          | Celkově           | Celkově           | 20     | 0    | 0             | 0             | 2             | 0             | 0       | 0       | 22      | 0       |
| Arsenal Kyjev (hostování)   | 2008/09           | UPL               | 11     | 0    | –             | –             | –             | –             | –       | –       | 11      | 0       |
| Arsenal Kyjev (hostování)   | 2009/10           | UPL               | 26     | 1    | 1             | 0             | –             | –             | –       | –       | 27      | 1       |
| Arsenal Kyjev (hostování)   | 2010/11           | UPL               | 30     | 0    | 4             | 0             | –             | –             | –       | –       | 34      | 0       |
| Arsenal Kyjev (hostování)   | Celkově           | Celkově           | 67     | 1    | 5             | 0             | 0             | 0             | 0       | 0       | 72      | 1       |
| Volga Nižnij Novgorod       | 2011/12           | RPL               | 12     | 0    | 0             | 0             | –             | –             | –       | –       | 12      | 0       |
| Lokomotiv Moskva            | 2011/12           | RPL               | 7      | 0    | 0             | 0             | 0             | 0             | –       | –       | 7       | 0       |
| Lokomotiv Moskva            | 2012/13           | RPL               | 17     | 1    | 1             | 0             | –             | –             | –       | –       | 18      | 1       |
| Lokomotiv Moskva            | Celkově           | Celkově           | 24     | 1    | 1             | 0             | 0             | 0             | 0       | 0       | 25      | 1       |
| Anži Machačkala             | 2012/13           | RPL               | 2      | 0    | 0             | 0             | 4             | 0             | –       | –       | 6       | 0       |
| Anži Machačkala             | 2013/14           | RPL               | 16     | 0    | 0             | 0             | 7             | 0             | –       | –       | 23      | 0       |
| Anži Machačkala             | 2015/16           | RPL               | 16     | 0    | 1             | 1             | –             | –             | –       | –       | 17      | 1       |
| Anži Machačkala             | Celkově           | Celkově           | 34     | 0    | 1             | 1             | 11            | 0             | 0       | 0       | 46      | 1       |
| Kubáň Krasnodar (hostování) | 2014/15           | RPL               | 21     | 0    | 2             | 0             | –             | –             | –       | –       | 23      | 0       |
| Dynamo Moskva (hostování)   | 2015/16           | RPL               | 9      | 0    | 1             | 0             | –             | –             | –       | –       | 10      | 0       |
| Dynamo Moskva (hostování)   | Celkově           | Celkově           | 18     | 0    | 2             | 0             | 0             | 0             | 0       | 0       | 20      | 0       |
| Spartak Moskva              | 2016/17           | RPL               | 25     | 1    | 0             | 0             | 2             | 0             | –       | –       | 27      | 1       |
| Spartak Moskva              | 2017/18           | RPL               | 23     | 0    | 3             | 0             | 7             | 0             | 1       | 0       | 34      | 0       |
| Spartak Moskva              | 2018/19           | RPL               | 12     | 0    | 0             | 0             | 3             | 0             | –       | –       | 15      | 0       |
| Spartak Moskva              | 2019/20           | RPL               | 14     | 0    | 1             | 0             | 3             | 0             | –       | –       | 18      | 0       |
| Spartak Moskva              | 2020/21           | RPL               | 15     | 0    | 0             | 0             | –             | –             | –       | –       | 15      | 0       |
| Spartak Moskva              | 2021/22           | RPL               | 0      | 0    | 0             | 0             | 0             | 0             | –       | –       | 0       | 0       |
| Spartak Moskva              | Celkově           | Celkově           | 89     | 1    | 4             | 0             | 15            | 0             | 1       | 0       | 109     | 1       |
| Spartak-2 Moskva            | 2020/21           | FNL               | 1      | 0    | –             | –             | –             | –             | –       | –       | 1       | 0       |
| Spartak-2 Moskva            | 2021/22           | FNL               | 1      | 0    | –             | –             | –             | –             | –       | –       | 1       | 0       |
| Spartak-2 Moskva            | Celkově           | Celkově           | 2      | 0    | 0             | 0             | 0             | 0             | 0       | 0       | 2       | 0       |
| Celkově v kariéře           | Celkově v kariéře | Celkově v kariéře | 383    | 9    | 29            | 1             | 28            | 0             | 2       | 0       | 442     | 10      |

## Úspěchy
Dynamo Kyjev
- Ukrajinský pohár: 2005/06
- Ukrajinský Superpohár: 2006

Spartak Moskva
- Ruská Premier Liga: 2016/17
- Ruský Superpohár: 2017